# GONIN
『GONIN』（ゴニン）は、1995年に公開されたぶんか社製作、石井隆監督によるバイオレンス・アクション映画作品。
石井が初めてメジャー会社の配給で公開した作品である。当初の公開は8月12日を予定していたが、内容的に重いので夏場の番組としてふさわしくないという具申があり、9月公開の運びとなった。代わりの松竹系の上映枠は当初10月に丸の内ピカデリーの洋画系で公開予定だった「EAST MEETS WEST」が繰り上げ公開。また当初はR-15指定作品としてチラシやポスターで告知されていたが、再編集により一般作品へと変更になった。

## 製作
この映画は、出演者の竹中直人の発案からスタートしたものである。
竹中は、石井の初監督作品「天使のはらわた 赤い眩暈」で本編初主演を務めているが、中学生の時に石井の描いた劇画に出会っており、以来交流が続いていた。そんな中、竹中は「レザボア・ドッグスみたいな、男だらけの作品を撮ってみれば」と石井に提案した。これに石井が応じたことで、竹中の所属事務所「フロム・ファースト」がスポンサー集めと製作の座組に動き、豪華キャストと松竹での公開が実現した。
劇場公開当時は不入りだったが、ビデオ化されると、レンタルビデオ店の人気ランキングベスト5に食い込み続けるほどの大ヒットとなった。その人気から女性版の「GONIN2」が製作公開され、以降のシリーズ化が予定されていた。
しかし1998年、作品の松竹側の責任者である奥山和由が松竹取締役を解任されたことで事態が一変。全プロジェクトが白紙撤回され、松竹内部で「奥山プロデュース作品」というレッテルが貼られて封印作品の扱いを受けてしまう。それでも高い評価を受けて長年支持されてきた。
やがて、その後の石井作品を手掛けてきたKADOKAWAが事態の収拾に動く。久々の石井バイオレンス作品を実現させるべく松竹と交渉し、松竹や奥山と一切関係がない完全新作として、続編「GONIN サーガ」の公開が実現した。

## あらすじ
借金まみれのディスコ・バーズのオーナー・万代（佐藤浩市）、刑務所帰りのイケメン男娼・三屋（本木雅弘）、現職時代は高い検挙率を誇りながら汚職に手を染めた挙句懲戒免職を喰らった元刑事・氷頭（根津甚八）、リストラされたサラリーマン・荻原（竹中直人）、パンチドランカーの元ボクサーで大越組の下っ端構成員・ジミー（椎名桔平）。社会から弾き出された5人は大胆にも暴力団・大越組の組事務所に押し込み強盗に入る計画を企て、辛くも成功する。しかし、ジミーを捕らえて拷問し万代たち5人の仕業と突き止めた大越組は、二人組のヒットマン・京谷（ビートたけし）と柴田（木村一八）を雇って報復に出る。恋人のナミィー（横山めぐみ）を殺されたジミーは大越組に乗り込むが射殺される。荻原は自宅に戻ったところを京谷に射殺される。氷頭は、元妻と娘との会食中を襲われ、元妻と娘が射殺されたものの逃げ延びる。万代と三屋は逃走のため共に新宿バスターミナルに来たところを襲われ、万代は死に、三屋は逃げ延びる。合流した三屋と氷頭は大越組事務所を襲い、組長の大越（永島敏行）のほか、久松（鶴見辰吾）ら組員を殺すが、氷頭は京谷の凶弾に倒れる。逃げ延びた三屋は長距離バスで逃走するが、休憩中に乗り込んできた京谷と相討ちとなって死ぬ。

## 登場人物（キャスト）
万代樹彦 - 佐藤浩市
ディスコ「Birds」のオーナー。かつてはバンドのギタリストで、バブル時代にはヤングエスタブリッシュメントとしてマスコミにもてはやされたこともあったが、バブルがはじけ大越組に多大な借金をしている。犯行が露見した後は三屋と行動を共にし、長距離バスで身内の故郷まで逃走を図るが、バスターミナルで京谷に襲われ射殺される。その後は万代の遺骨は三屋の手に渡ることとなる。
『GONIN サーガ』では妻子がいることが判明する。
三屋純一 - 本木雅弘
金持ちの男相手のコールボーイを装い金を巻き上げている美青年。傷害罪で逮捕されたことがあり、それが万代の密告のせいだと勘違いし逆恨みしている。童謡の『こがね虫』の替え歌をよく口ずさむ。犯行が露見した後は万代と共に逃走を企てるが京谷に襲われ、万代が死ぬ。氷頭と共に大越組事務所を襲い大越組長ほか組員を射殺し、その後は万代の骨壺を手に長距離バスで逃走を図るが、途中のパーキングエリアにてその車内で京谷と相討ちになり死ぬ。
氷頭要 - 根津甚八
元刑事で裏の世界の情報に精通。汚職でクビになり現在は場末のキャバレー「ピンキー」にて用心棒をしている。刑事時代から万代とは因縁がある。離婚した妻と娘がおり復縁を望んでいる。強奪後、元妻と娘との会食中に京谷に襲われ、元妻と娘を殺されてしまう。その後、三屋と共に大越組事務所を襲撃し大越を射殺するも京谷によって自分も射殺されたように劇中では描写されたが、『GONIN サーガ』では植物状態で生きながらえていたことが判明する。
なお、演じる根津は『GONIN2』でも別役で出演している。
荻原昌平 - 竹中直人
リストラされたサラリーマン。キレやすい性格で武器はバット。家族にこまめに連絡をする素振りを見せ、円満な家庭をにおわせていたが、実は妻と子供たちを殺害しており、自宅には遺体が放置されていた。帰宅して妻の遺体とともに入浴していたところを京谷に襲われ射殺される。
なお『GONIN2』『GONIN サーガ』でも別役で出演している。
ジミー（山路美治） - 椎名桔平
元ボクサーで大越組のチンピラ。新宿のバッティングセンターでも働いている。パンチドランカーの障害があるため組の人間からやっかい者扱いされている。強奪成功後、大越組によって拷問され、犯行を自白。ナミィーを殺され、大越組事務所に乗り込んだところで射殺された。
なお、演じる椎名は『GONIN2』でも別役で出演している。
京谷一郎 - ビートたけし
五誠会会長の式根から直々に雇われた凄腕の殺し屋。市長とその妾であった母親との子供として生まれ、父親である市長を13の時に刺した過去がある。一馬とはサディスティックな恋仲にある。三屋と相討ちとなり死ぬ。
なお、組事務所に駆け付けた際に京谷が発砲したパトカーに乗っていた警官の一人の息子が『GONIN サーガ』に登場している。
柴田一馬 - 木村一八
京谷の相棒兼恋人。京谷を「アニィ」と呼んでいる。京谷を庇って三屋に撃たれ、死ぬ。京谷に復讐することを決意させたきっかけ。
久松茂 - 鶴見辰吾
大越組若頭。三屋と氷頭の襲撃に遭い、死ぬ。
『GONIN サーガ』では妻子が登場する。
なお、演じる鶴見は『GONIN2』では別役で出演している。
大越康正 - 永島敏行
大越組組長。五誠会会長の式根を慕っている。組事務所を襲撃してきた氷頭によって射殺される。
『GONIN サーガ』では妻子が登場する。
なお、演じる永島は『GONIN2』では別役で出演している。
式根 - 室田日出男
数々の暴力団を束ねる五誠会会長。GONINの大越組襲撃現場にたまたま遭遇する。
『GONIN サーガ』では息子に五誠会会長の座が譲られていることが語られている。
ナミィー - 横山めぐみ
タイ出身で大越組にパスポートを奪われ売春婦をやっている。ジミーの恋人。大越組によって強姦された末、殺される。
キム - 川上麻衣子
ぼったくりキャバレー「ピンキー」の摺れたホステス。
アケミ - 滝沢涼子
「ピンキー」のホステス。
早紀 - 永島暎子
氷頭の元妻。右足に障害がある。氷頭と会食の際に京谷と柴田の襲撃を受け、死ぬ。
未来（みき) - 五十嵐瑞穂
氷頭の娘。氷頭と会食の際に京谷と柴田の襲撃を受け、死ぬ。
荻原京子 - 夏川加奈子
萩原の妻。荻原によって殺されていた。
荻原ひろみ - 栗山千明
荻原の娘。ピアノをたしなんでいる。荻原によって殺されていた。
荻原健一 - 山田哲也
荻原の息子。ファミコンばかりやってる。荻原によって殺されていた。
ピンキーのマスター - 不破万作
式根専属ドライバー - 松岡俊介
木崎 - 伊藤洋三郎
式根ボディーガード
野本 - 飯島大介
ぽっちゃり体系に眼鏡がトレードマークの大越組組員。上下スエットで大越や久松らと共に賭け麻雀に興じていた所をGONINの大越組襲撃に遭う。拳銃を向けて威嚇するGONINに対し「チャカが怖くて、極道がやってられっか！」と凄むも荻原に呆気なく射殺される。
トイレの男 - 岩松了
高速バス運転手 - 小形雄二
暴力団組員 - 津田寛治
ディスコの客 - 渡辺真起子　　
本編では「渡辺真紀子」のクレジット

## スタッフ
- 監督・脚本：石井隆
- 製作総指揮：奥山和由
- エグゼクティブプロデューサー：三浦寛二、小口健二（ノークレジット）
- プロデューサー：新津岳人、本木克英
- 撮影：佐々木原保志（J.S.C.）
- 撮影効果：奥田悟、上野隆治
- タイミング：大見正晴
- オプチカル：金子鉄男
- 照明：牛場賢二
- 音楽：安川午朗
- 美術：山崎輝（山崎美術）
- 装飾：長谷川圭一、山浦克己
- 持道具：鈴木隆之、川上千鶴、渡辺真太郎
- 装置：木村浩之
- 録音：北村峰晴
- 音響効果：斉藤昌利、中村佳央（東洋音響カモメ）
- リーレコ：神保小四郎
- 編集：川島章正
- ネガ編集：田辺賢治
- 仕上げスタッフ：立川千秋、小松将人、下野留之
- 記録：松葉勢津子
- スチール：中原一彦
- タイトルデザイン：ミルキー・イソベ（ペヨトル工房）
- スタイリスト：勝俣淳子衣裳：松本美奈子（第一衣裳）
- メイク：山本佐奈恵、拓植伊佐夫（本木雅弘担当）、小林真之（本木雅弘担当）
- 特殊メイク：原口智生、織田尚、高浜幹
- 刺青：霞涼二
- ガンエフェクト：納富貴久男
- 擬斗：柴原孝典
- 車輌：ストロングワーク
- 宣伝プロデューサー：大久保信雄
- アシスタントプロデューサー：藤本友徳
- 助監督：石田和彦、横山浩幸
- 監督助手：原正弘、佐藤公俊、阿知波孝、武正晴
- 製作担当：宮川健治
- 製作主任：神谷英男、黛威久、佐々木雅人
- 製作進行：小野寺敦、阿部一孝、吉田琢也
- 挿入歌：ちあきなおみ「紅い花」（テイチクレコード）
- 作詞：松原史明 作曲：杉本真人 編曲：倉田信雄
- サウンドトラック盤「GONIN」（日本コロンビア）
- スタジオ：日活撮影所
- 現像：IMAGICA
- 制作協力：フロム・ファーストプロダクション、カノックス

## メディア
- VHS『GONIN』109分（廃盤）
  - 発売元：イメージファクトリー・アイエム
  - 劇場公開版
  - リバーシブルジャケット仕様（表：各出演者が叫んでいる表情。裏：万代と三屋、京谷と一馬）
- VHS『GONIN<特別版>』119分（廃盤）
  - 発売元：イメージ・ファクトリー・アイエム
  - LDで発売されたものが「GONIN2」VHSリリースにあたり、ビデオテープで発売。
- LD『GONIN特別版』119分（廃盤）
  - 発売元：イメージファクトリーアイエム、パイオニアLDC
  - 邦画初のドルビー・デジタル5.1システム。
  - LDのために新しく編集されたため2007年発売の「リアル・エディション」とは異なる。
- LDシングル『promotion of GONIN』 約15分（非売品）
  - 特別版発売にあたり製作された非売品20cmLDシングル。非売品だが、一部ショップではLD予約先着で配布された。石井隆はじめ、スタッフ5人のインタビューと、劇場版予告編・TVスポットが収録。なお、これらの同内容は2007年のDVDに映像特典として収録される。
- DVD『GONIN』109分（2007/3/28）
  - 発売元：松竹
  - 劇場公開版映像特典
    - 予告編・1種
    - 特報・1種
    - TVスポット（15sec.）・1種
    - 96年編集版スタッフインタビュー（『promotion of GONIN』）
- DVDレンタル版『GONIN』109分（2007/3/28 - レンタル中）
  - 本編のみ収録。
- DVD『GONINコンプリートボックス』（2007/3/28完売）
  - 発売元：松竹
  - 品番：DV-47
  - 初回限定（雑誌広告では5000セットと記載だが、商品帯には初回限定生産と記載）。100p超豪華ブックレット（DVD化にあたり石井隆監督のインタビュー、劇場パンフレットからの解説、ある日記、公開時発売された『GONINインサイドストーリー』より転載のキャスト・インタビュー、初公開の「GONIN」絵コンテなどで構成。）、石井隆描き下ろしイラストBOX。DVDトールケース表紙は単品のジャケットと同じ絵柄（各出演者が叫んでいる表情（1）と女性が横たわり、下に緒形拳の影（2））が両面仕様となっている。DVD3枚組。
  - Disc1：GONIN（劇場公開版）109分　映像特典：予告編・1種/ 特報・1種/ TVスポット(15sec.)・1種/96年編集版スタッフインタビュー（『promotion of GONIN』）。
  - Disc2：GONIN2（一般映画制限付R）108分　映像特典：特報・1種/予告編・1種/初日舞台挨拶映像　音声特典：2007年版オーディオコメンタリー（石井隆監督、佐々木原保志撮影監督、阿知波孝助監督、ちひろ役・喜多嶋舞）
  - Disc3：GONIN REAL EDITION 　121分　音声特典：2007年版オーディオコメンタリー（石井隆監督、佐々木原保志撮影監督、阿知波孝助監督、GONINファン代表・喜多嶋舞、大越組幹部・久松役・鶴見辰吾）
  - 【GONIN　REAL EDITION 追加変更シーン】
    - バッディングセンター路地裏の恐喝シーンの明るさ・色彩を初期の構想に戻す。
    - 万代がトイレのドアを開けるシーンに音楽を追加変更
    - 路地裏での万代の目の充血をCG追加
    - 万代の眠っている部屋の雨漏りの音を明瞭に付け直す
    - タイトル・クレジットからバッディングセンターへ画面がクローズするカットとアングルを挿入変更
    - ディスコバーズの電光看板の発光電子音を追加
    - ディスコバーズで踊る三屋と一馬のシーンを追加
    - 大越組幹部・野本が荻原に銃殺される場面に「石井フリーズ（場面停止）」を追加
    - 荻原家の腐乱死体描写を自然なクローズアップに修正
    - 荻原が浴室で京谷に射殺される別アングルからのショットを追加
    - 京谷が浴室の手すりの指紋を拭きとるシーンと一馬に対してのセリフを追加
    - 氷頭・早紀・未来たちが食事をするレストランの外観カットに自動車の走行音とクラクションを追加
    - 高速バス待合所の発車アナウンスを追加
    - 三屋、氷頭による暴力団襲撃シーンに別アングルからのショット追加と複数の「石井フリーズ」処理
    - 京谷と三屋の相撃ちシーンの銃の着弾音を変更
    - 「しんどいわ・・・休憩」の後、観光旅行客がバスに乗り込む直前のカットにスロー・ズーム処理を加えた
    - 全編において着弾音を追加変更
    - キャスト・スタッフ、エンドクレジットの配置を劇場版の右端・中央混同から中央に統一
    - レーザーディスクのドルビー・デジタル5.1から劇場オリジナル版のドルビー・デジタル2.0に変更
    - DVD用マスターは『GONIN』、『REAL EDITION』ともにニュープリント・デジタル・リマスター版での収録
    - 『REAL EDITION』はLD特別版より2分長くなりラストが劇場公開版に戻された

- ブルーレイ　あの頃映画 the BEST 松竹ブルーレイ・コレクション『GONIN』（2015/09/02 - 発売中）
  - 価格：￥3,300＋税
  - 発売元：松竹
  - 品番：SHBR-0329
  - 1080p Hi-Drf ／ビスタ・サイズ／50G／カラー
  - 佐々木原保志撮影監修による2015年版最新HDデジタルリマスター
  - 本編：リニアPCM（48Khz/24bitステレオ）
  - ディレクターズ・カット本編：リニアPCM（48khz/16bitステレオ）
  - 映像特典：特報・劇場予告篇・TVスポット、GONINディレクターズ・カット本編（121分）
  - 音声特典：2007年版オーディオ・コメンタリー（石井隆監督、鶴見辰吾、喜多嶋舞、佐々木原保志撮影監督、阿知波孝助監督）
  - 初回封入特典：ロビーカード風ポストカード（全1種類）
  - 販売キャッチコピー：鬼才・石井隆監督が描くキレたら止まらない男たちの危険な挽歌！

※コンプリートボックスに収録の「スタッフ・インタビュー」は未収録
- CD『GONIN オリジナル・サウンドトラック』（1995年12月21日発売）（廃盤）
  - 発売元：日本コロムビア
  - 品番：COCY-78771

1. GONINメインテーマ（★★）
2. 万代の夢
3. DISCO ARABICA （★）
4. 悪魔の囁き （★）
5. 偵察
6. 出会い
7. ピンキー裏
8. 玄関前から（★）
9. ナミィーのアパート
10. バーズホール（★）
11. 紅い大階段
12. 京谷と一馬（★）
13. 夜に想いを
14. どしゃぶりの復讐
15. 骨壷
16. エンディングテーマ（※）

※16曲目後半に収録のシークレット・トラック「GONINメインテーマ〜テクノ・ヴァージョン」はDVDボックスGONIN REAL EDITIONのメインメニューBGMとして使用された。
★2015年公開の続編GONIN サーガでも流用された。
★★2015年公開の続編GONIN サーガではエンディングに使用されたが、音圧が深まり、終わり方が異なる。
- 挿入歌『紅い花』歌：ちあきなおみ（1995年10月11日発売）（廃盤）
  - 品番：（SCD）TEDA-10350（SCT）TESA-350

1. 松竹映画「GONIN」挿入歌　紅い花
2. 同：オリジナル・メロ入りカラオケ
3. 百花繚乱
4. 同：オリジナル・メロ入りカラオケ（「百花繚乱」カラオケはCDシングルのみショートバージョンで収録）

- ちあきなおみ・オリジナル・アルバム「百花繚乱」（2007年11月21日発売）
  - 価格：2500円（税込）
  - 品番：TECE-25716

※2015年公開GONIN サーガでも使用された。
- 書籍『GONIN―インサイド・ストーリー』（1995年9月23日刊）（絶版）
  - 価格：本体価格：1,165円（税込：1,223円）
  - 発売元：情報センター出版局
  - 品番：ISBN 978-4-7958-0903-1